# Give In to Me
Give In to Me è un brano musicale del cantante statunitense Michael Jackson, estratto come settimo singolo dall'album Dangerous nel febbraio del 1993.
Raggiunse la prima posizione in Nuova Zelanda, rimanendo in vetta alla classifica per quattro settimane consecutive, e si piazzò al secondo posto nel Regno Unito. Musicalmente, si tratta di una potente power ballad registrata con la collaborazione speciale di Slash (ai tempi ancora chitarrista dei Guns N' Roses). Il singolo non è mai stato distribuito in Nord America e in Asia.

## Descrizione

### Genesi e contesto

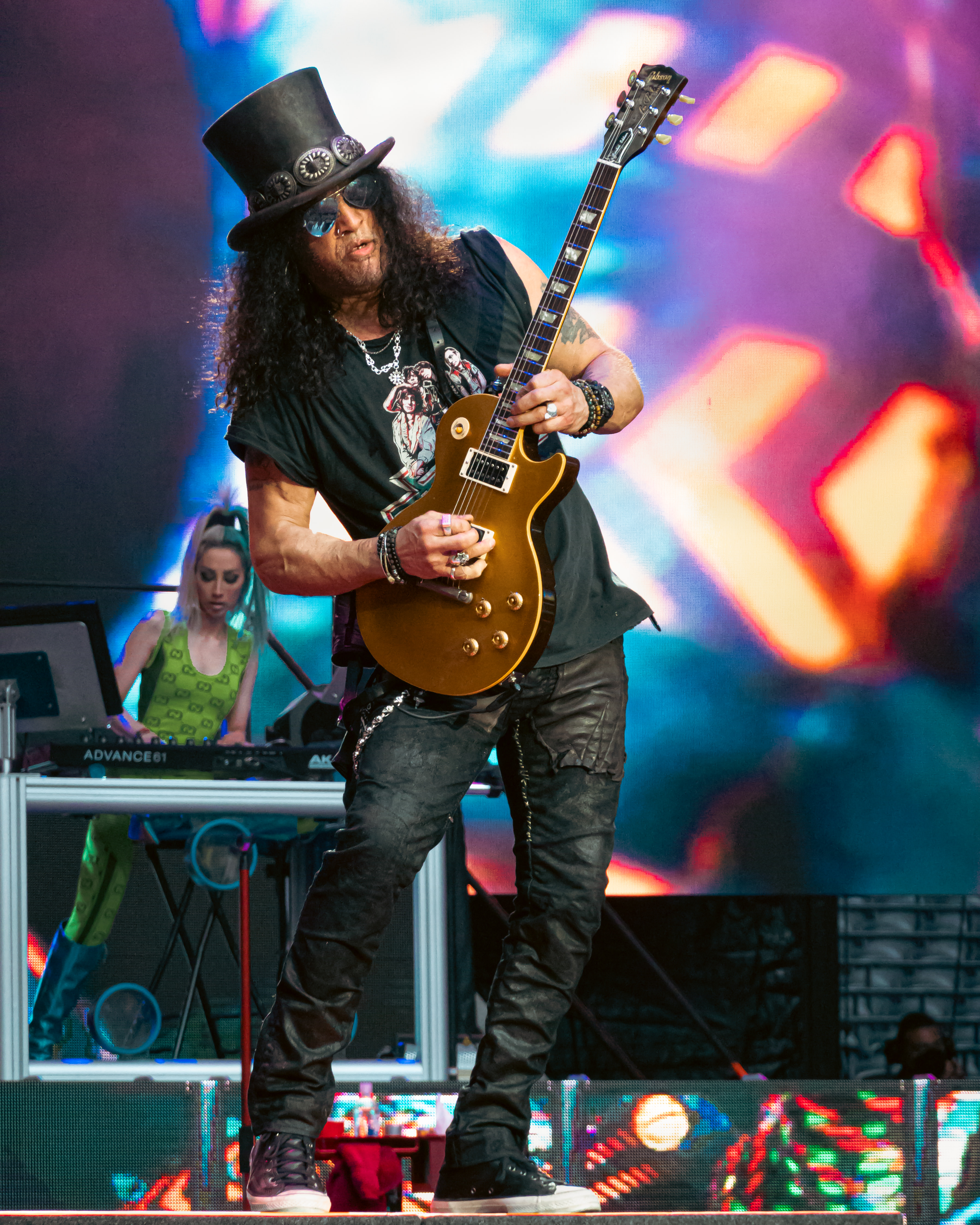
Slash, ospite speciale alla chitarra in Give In to Me

Ai tempi dell'uscita di Dangerous, Michael Jackson voleva tentare di raggiungere una fascia di pubblico più ampia, comprendente anche coloro orientati verso un tipo di musica hard rock; per questo motivo assieme al produttore e musicista Bill Bottrell e con il tecnico del suono Brad Sundberg, iniziò ad abbozzare alcune idee per una canzone rock. Dopo alcune demo realizzate con Bottrell, Jackson chiamò a bordo Slash a suonare la chitarra sia in Give In to Me che nell'intro di Black or White e quest'ultimo apportò alcuni cambiamenti aggiungendo diverse chitarre. Jackson collaborerà nuovamente con Slash in D.S. per l'album HIStory: Past, Present and Future - Book I nel 1995. Da segnalare che come lati B del singolo di Give In to Me vennero utilizzate Dirty Diana e Beat It, due canzoni rock che Michael Jackson aveva precedentemente registrato con altri due chitarristi, rispettivamente Steve Stevens (in Dirty Diana) ed Eddie Van Halen (in Beat It).

### Composizione
Il testo della canzone tratta il tema di un amore senza speranza. Jackson interpreta l'antieroe trascurato e abbandonato in una storia d'amore a senso unico.
La canzone è scritta in tonalità di Mi minore. La voce di Jackson si estende dal Sol3 (G3) al Si4 (B4). La traccia presenta un tempo moderatamente lento di 87 battiti per minuto.
Riguardo alla composizione della canzone, Jackson dichiarò durante un'intervista con la giornalista americana Oprah Winfrey nel 1993:
(Michael Jackson, intervista rilasciata ad Oprah Winfrey, 10 febbraio 1993)

## Video musicale

### Retroscena
Il video musicale della canzone fu diretto dal regista inglese Andy Morahan e mostra Michael Jackson che canta su un palco accompagnato da Slash, Gilby Clarke (che ai tempi era l'altro chitarrista dei Guns N' Roses), il bassista Muzz Skillings (ex-Living Colour) ed il tastierista Teddy Andreadis. Il video venne girato il 25 giugno 1992 all'interno di una vecchia fabbrica di Monaco di Baviera in Germania sulla 166 Landsberger Strasse, mentre Jackson era di passaggio in città per le prove del suo Dangerous World Tour, che sarebbe partito proprio da Monaco due giorni dopo, il 27 giugno 1992.
Stando a quanto dichiarato da Jackson stesso nell'intervista con la Winfrey, il video venne girato in sole due ore. Jackson dichiarò alla giornalista:
(Michael Jackson, intervista rilasciata ad Oprah Winfrey, 10 febbraio 1993)

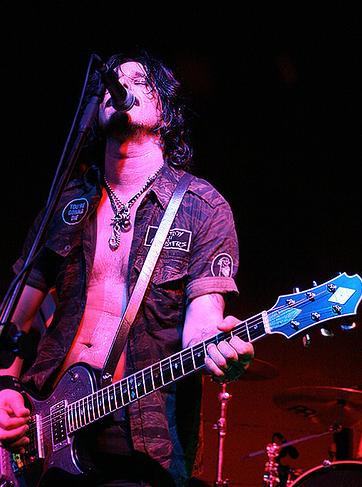
Gilby Clarke è tra i musicisti che compaiono nel videoclip

In una dichiarazione, Gilby Clarke ha ricordato così la sua partecipazione al video (e quella degli altri componenti dei Guns N' Roses):
Quello che ricordo è che eravamo sul palco, c'era anche Muzz dei Living Colour e Tony Thompson alla batteria, ed avevamo i nostri amplificatori collegati e stavamo improvvisando un po' e cose del genere. In realtà non stavamo nemmeno suonando quella canzone; stavamo solo suonando un po'. E c'era un pubblico, un vero pubblico dal vivo. E appena Michael mette un piede sul palco il posto è semplicemente impazzito - sentimmo quel grido in stile fan dei Beatles, quel grido che è semplicemente assordante. E Michael si avvicinò a me e disse: "Perché stanno urlando?" con questa voce quasi infantile. E io: "Eh, perché tu sei Michael Jackson." Non potevo credere che non l'avesse capito. Ma sembrava che non sapesse perché queste persone stavano urlando per lui. Ma è stata un'esperienza davvero divertente. Sono così felice che Slash ci abbia chiesto di farne parte.»
(Gilby Clarke, "Scars And Guitars" podcast, aprile 2021)

### Trama
La versione originale del video alterna immagini di Jackson che si esibisce sul palco con gli altri musicisti ad immagini di un gruppo di ragazzi e ragazze che fumano, bevono e poi litigano. Tale versione non piacque a Jackson, principalmente per la presenza di alcool e droghe, che decise di tagliare queste immagini nella prima versione home video. Verso la fine del video, tramite alcuni effetti speciali, Jackson si esibisce mentre viene attraversato da alcune scariche elettriche azzurre scaturite dall'esplosione di alcuni amplificatori.

### Première televisiva
Il videoclip venne trasmesso per la prima volta in tutto il mondo dalla rete statunitense ABC, e dalle sue controllate a livello globale, il 10 febbraio 1993 durante l'intervista televisiva del cantante con la Winfrey, tenutasi al Neverland Ranch e trasmessa in diretta in tutto il mondo.

### Pubblicazione
Il video venne pubblicato per la prima volta nel 1993 in VHS (negli anni seguenti anche in DVD) all'interno della raccolta di video dell'album Dangerous, intitolata Dangerous: The Short Films, in un'inedita versione senza le immagini dei ragazzi e con più inquadrature su Jackson. Nel 2010 venne ripubblicato, nella sua versione originale e rimasterizzata, nella raccolta di video su DVD Michael Jackson's Vision (CD 2, n. 6).

## Critica
Give In to Me ha ricevuto critiche positive dalla maggior parte dei critici di musica contemporanea. David Browne, editore per Entertainment Weekly, ha elogiato l'interpretazione di Michael Jackson scrivendo: «Quando la sua voce non è in competizione con la batteria, fa accapponare la pelle (Give In to Me è il brano Hard Rock migliore di Michael Jackson).» Alan Light di Rolling Stone scrive: «Give In to Me dialoga con qualcosa di molto forte da come canta Jackson: "Don't try to understand me/Just simply do the things I say" con una voce corposa e di gola, mentre la chitarra di Slash scuote l'atmosfera e cresce dietro lui.»
Nel suo libro Man in the Music. The Creative Life and Work of Michael Jackson (New York, 2011) Joseph Vogel sostiene che brani come Beat it o Dirty Diana sono in confronto più teatrali, mentre Give In to Me «è istintiva e grunge, con elementi che spaziano tra Rolling Stones e David Bowie, Guns N' Roses e Nirvana». Vogel la definisce anche «una delle canzoni più magistralmente riuscite di Jackson».

## Tracce
CD singolo (Austria)
1. Give in to Me – 5:29
2. Dirty Diana – 4:52
3. Beat It – 4:17

CD singolo (Regno Unito)
1. Give in to Me (Vocal Version) – 4:42
2. Dirty Diana – 4:52
3. Beat It – 4:17

CD promozionale
1. Give in to Me (Vocal Version) – 4:42
2. Give in to Me (Strumentale) – 5:29

Vinile
1. Give in to Me – 5:29
2. Dirty Diana – 4:52

## Crediti
- Scritta, composta e prodotta da Michael Jackson e Bill Bottrell
- Voce solista e cori di Michael Jackson
- Chitarra elettrica solista di Slash
- Basso, batteria, mellotron e chitarre di Bill Bottrell
- Chitarre registrate da Jim Mitchell assistito da Craig Brock
- Registrata e mixata da Bill Bottrell

## Classifiche

### Classifiche settimanali
| Classifica (1993) | Posizione massima |
| ----------------- | ----------------- |
| Australia         | 4                 |
| Austria           | 12                |
| Belgio (Fiandre)  | 13                |
| Danimarca         | 7                 |
| Europa            | 4                 |
| Finlandia         | 19                |
| Francia           | 7                 |
| Germania          | 10                |
| Irlanda           | 2                 |
| Norvegia          | 7                 |
| Nuova Zelanda     | 1                 |
| Paesi Bassi       | 4                 |
| Regno Unito       | 2                 |
| Spagna            | 6                 |
| Svezia            | 15                |
| Svizzera          | 7                 |
| Classifica (2009) | Posizione massima |
| Paesi Bassi       | 71                |
| Regno Unito       | 74                |
| Svizzera          | 35                |

### Classifiche di fine anno
| Classifica (1993) | Posizione |
| ----------------- | --------- |
| Australia         | 32        |
| Belgio (Fiandre)  | 81        |
| Germania          | 63        |
| Nuova Zelanda     | 7         |
| Paesi Bassi       | 52        |

## Rifacimenti
- 2001, Under the Influence dall'album The Marshall Mathers LP di Eminem presenta una linea melodica simile a quella di Give In to Me.[43][44]
- 2009, Allison Iraheta ha eseguito la canzone durante l'ottava stagione di American Idol.
- 2009, Il rapper francese Kery James ha campionato Give In to Me nella sua canzone Lettre à Mon Public.[45]
- 2010, Il pezzo Last Sad Song di Tech N9ne contiene una melodia di pianoforte simile a quella della canzone di Jackson.[46]